# Lithocarpus truncatus
Lithocarpus truncatus är en bokväxtart som först beskrevs av George King och Joseph Dalton Hooker, och fick sitt nu gällande namn av Alfred Rehder. Lithocarpus truncatus ingår i släktet Lithocarpus och familjen bokväxter. Inga underarter finns listade.